# Remote access tool
Een Remote Access/Administration Tool (RAT) geeft een ICT'er de mogelijkheid om op alle geregistreerde computers in te loggen vanaf één basiscomputer en deze op afstand te beheren. Bij verkeerd gebruik kan een RAT nadelige gevolgen hebben. Een RAT heeft immers een open poort in de firewall nodig, zodat de beheerder erin kan.

## Verkeerd gebruik
Hackers kunnen een RAT ook gebruiken om iemands computer voor hackdoeleinden te gebruiken. Ze sturen die RAT dan als een e-mailbijlage naar hun slachtoffer in de hoop dat hij/zij die opent. Deze daad valt onder computervredebreuk en wordt bestraft volgens huisvredebreuk.

### Mogelijke schade
- Het slachtoffer kan in een botnet worden opgenomen.
- Er kunnen bestanden van de computer worden verwijderd.
- Er kunnen dubieuze websites worden geopend.
- Foto's op de computer kunnen worden bekeken en men kan worden gechanteerd met genânte foto's.

## Software
- jRAT
- Blackshades[1]
- DarkComet